# Chvastoviči
Chvastoviči (in russo Хвастовичи?) è un villaggio della Russia europea, nell'oblast' di Kaluga; è il centro amministrativo del distretto Chvastovičskij.
Si trova 187 km a sud-sud-ovest di Kaluga e a 37 km dalla strada federale M3 «Ukraina».